# Bianor punjabicus
Bianor punjabicus là một loài nhện trong họ Salticidae.
Loài này thuộc chi Bianor. Bianor punjabicus được Dmitri Viktorovich Logunov miêu tả năm 2001.